# Margarete Ehrlich
Margarete Ehrlich (geboren 28. September 1915 in Wien, Österreich-Ungarn; gestorben 1. August 2007 in Town of Chevy Chase) war eine austroamerikanische Physikerin.

## Leben
Margarete Ehrlich war Tochter des Juristen Josef Ehrlich und der Charlotte Kobak. Die Familie war jüdischer Herkunft.  Die 1923 geborene Schwester Gertrude Ehrlich wurde Mathematikerin. Ehrlich besuchte das Reform-Realgymnasium in Leopoldstadt und machte 1934 die Matura. Sie begann in der Folge ein Lehramtsstudium der Physik, Mathematik und Chemie an der Universität Wien, den Abschluss verhinderte 1938 der Anschluss Österreichs durch das nationalsozialistische Deutschland. 
Margarete Ehrlich emigrierte mit Mutter und Schwester in die USA, der Vater konnte erst ein Jahr später folgen. Sie schlug sich zunächst als Näherin in New York City und als Verkäuferin in Atlanta durch.  Nebenbei besuchte sie von 1939 bis 1941 Kurse in medizinischer Labor- und Röntgentechnik am Grady Memorial Hospital, Atlanta. 1941 arbeitete sie als Labortechnikerin am Griffin Memorial Hospital Georgia und wurde 1942 leitende Röntgentechnikerin am Grady Memorial Hospital, Atlanta. Ab 1948 bis 1985 war sie als Physikerin am Center for Radiation Control, National Bureau of Standards (NBS) in Washington D. C. und Gaithersburg tätig.
Ehrlich absolvierte zunächst Prüfungen bei der American Society of Laboratory Technologists und bei der American Society of X-Ray Technicians. Von 1949 bis 1954 studierte sie an der Catholic University of America in Washington D. C. und wurde 1955 mit einer Dissertation über Bremsstrahlung promoviert. Sie beschäftigte sich mit Problemen der Strahlendosimetrie und des Strahlenschutzes. 1960/61 war sie Beraterin für photographische Personendosimetrie bei der International Atomic Energy Agency (IAEA) in Wien. 
Ehrlich war Mitglied des American Institute of Physics, der American Physical Society, der Health Physics Society, der American Association of Physicists in Medicine, der Radiation Research Society, der American Association for the Advancement of Science, und anderer.

## Schriften (Auswahl)
- Photographic dosimetry of X- and Gamma-rays. NBS Handbook 57. (1954)
- Scintillation Spectrometry of low energy Bremsstrahlung. NBS J. Res. 54, No 2 (1955)
- Disaster monitoring with amateur photographic film and with dentalX-ray film. Radiology 68/2.  (1957)
- The sensitivity of photographic film to 3MeV neutrons and to thermal neutrons. Health Physics 4. (1960)
- Use of Photographic Film for Personnel Dosimetry; Basic Physical Considerations. Symposium on the Personnel Dosimetry Techniques for External Radiation, Eur. Nuclear Energy Agency, Proc. (1963)
- Thermoluminescence Response of LiF to X and Gamma Rays; A study of Rate and Energy Dependence Over a Wide Range of Exposures. Proc. of the First Internat. Cong. of Radiation Protection, Rom, Sept. 1966 (vol 1). (1968)
- Dosimetry performance test. In: IAEA, Wien, WHO, Genf: National and international radiation dose intercomparisons. Proceedings of a panel jointly organized by the IAEA and the WHO held in Vienna, 13-17 December 1971, IAEA, Wien. (1973)
- Criteria for testing personnel dosimetry performance. Transactions of the American Nuclear Society-USA. V.32. (1979)
- The definition of the individual dose equivalent. Radiation-Protection-Dosimetry-UK, V. 16/3. (1986)
- How to overcome the difficulties with the operational dose equivalent quantities. Radiation-Protection-Dosimetry, V. 29/3. (1989)